# Deltai István
Deltai István, teljes nevén Deltai István Rafael (Budapest, 1970. október 8. –) Hortobágyi Károly-díjas magyar artistaművész.

## Élete
Gyermekkorát külföldön, Olaszországban, Görögországban, Törökországban, Skóciában, Skandináviában illetve az akkori Csehszlovákiában töltötte szüleivel, akik a híres Hunor illetve Helikon csoportok alapító tagjai és vezetői voltak. Az Állami Balett Intézet Nádas Ferenc gimnáziumában érettségizett majd az Állami Artistaképző Intézetben kapott diplomát.
Már 16-18 évesen az akkori két legnagyobb, budapesti revüszínház, a Maxim Varieté és a Moulin Rouge vendégművésze volt. 1988-ban, 18 évesen, egyéni produkciójával, a wiesbadeni Cirkuszfesztivál aranyérmese és a német kultúrminiszter különdíjával kitüntetett művésze. 1989-ben a moszkvai nagycirkusz tiszteletbeli tagjává fogadja és a Gucej artistaiskola tiszteletbeli diplomáját is megkapja az akkori, Badacsony csoport néven futó akrobatikus produkció sikerei miatt. Szintén ebben az évben ez a produkció ezüstérmet nyer a párizsi "Fiatal Artisták Világversenyén", a "Festival Mondial du Cirque de Domain" megmérettetésen. Ezután indul be szóló illetve a páros, Duo Deltai karrierje.
1998-ban az Egyesült Államokba utazik, ahol Las Vegasban a Tommy Hanneford Show vendégszereplője. Utazó műsorával fellép a legnagyobb városok sportarénáiban, New Yorkban, Detroitban, Dallasban és Miamiban, valamint a wisconsini, Baraboo városban lévő "Circus World Museum"-ban. 1999-től Németországba szerződik, ahol a leghíresebb, háború előtt épült varieté színházakban lép fel. 3 külön évadot tölt el a stuttgarti Friedrichsbau Varieté Theaterben, ahol Ton van Londen rendezésében a színház jubileumi műsorának a sztárja. Ez idő alatt 5 külön alkalommal utazik Japánba, ahol Oszakában az NGK Theaterben, illetve Inuyamában a Little World színpadán szerepel, illetve a Sendayi Expo megnyitó műsorában lép fel.
2001-től tengerjáró luxushajók színházaiban szerepel, illetve több versenyen és nagy gálaelőadásokon szerepel mint például 2010-ben, Monte Carlóban a Hotel de Paris nagyszabású évadnyitó előadásán.

## Pályafutása
- 1987 Kőszegi Várszínház – A kétfejű fenevad
  - Jurta színház – A kétfejű fenevad
- 1988 TV műsor – Leg... leg... leg... , Rózsa Györggyel
  - Három kívánság, Dévényi Tiborral
  - Moulin Rouge – Budapest
  - Maxim Varieté – Budapest
- 1989 Apollo Cirkusz – Bolgár vendégszereplés
- 1990 Jupiter Theater Club – Izrael, Haifa
  - Savoy Theater – Finnország, Helsinki
  - Mirror Tent – Dánia, Árhus
- 1991 Cirkusz Arena – Dánia (turné)
  - Fővárosi Nagycirkusz – 100 éves Centenáriumi műsor
- 1992 Monte Caputo Revü Theater – Ciprus, Larnaca
  - Royal Cirkusz – Karib szigeteki turné
- 1993 Cirque Arlette Grüss – Franciaország, Párizs
  - Fővárosi Nagycirkusz – "Cirkusz a javából"
- 1994 Park Variete – Malajzia, Georgtown
- 1995 Cirkusz Medrano – Svájc, turné
- 1996 Cirkusz Sarrasani – Németország, turné
- 1997 Friedrichsbau Variete Theater – Németország, Stuttgart
  - Little World Theater – Japán, Inuyama
  - Da Capo Variete – Németország, Manheim
  - N.G.K. Theater – Japán, Oszaka
  - Playland – Japán, Karuizawa
  - Expo – Japán, Senday
  - Röde Kro Theater – Dánia, Koppenhága
- 1998 Tommy Hanneford Show – USA Las Vegas, Nevada + turné
  - Circus World Museum – U.S.A. Baraboo, Wisconsin
  - Busch Gardens – U.S.A. Tampa, Florida
  - "Good Morning America" élő TV show Jack Hana-val. USA
  - (Amerika legnézettebb TV műsora, amit több mint 80 millió ember nézett élőben)
- 1999 Friedrichsbau Variete Theater – Németország, Stuttgart
  - Roncalli's Apollo Variete Theater – Németország, Düsseldorf
  - Pegasus Variete, – Németország, Bensheim
  - N.G.K. Theater – Japán, Oszaka
  - Royal Caribbean Cruise Line – luxus utasszállító hajó: "Legend of the Seas"
  - Circus Alfredo Nock – Svájc, Bern
- 2000 G.O.P. Variete – Németország, Hannover és Essen
  - Starclub – Németország, Kassel
  - N.G.K. Theater – Japán, Oszaka
  - Variete Palast – Németország, Speyer
- 2001 Fővárosi Nagycirkusz – Cirkuszodüsszeia
  - Starclub – Németország, Kassel és Fulda
  - Costa Cruise Line – Luxus utasszállító hajó: "Costa Victoria"
- 2002 Royal Carbbean Cruise Line – Luxus utasszállító hajó: "Spledour of the Seas"
- 2003 Royal Caribbean Cruise Line – Luxus utasszállító hajók :
  - "Explorer of the Seas"
  - "Adventure of the Seas"
  - "Majesty of the Seas"
  - "Grandeur of the Seas"
- 2004 Royal Caribbean Cruise Line – Luxus utasszállító hajó: "Adventure of the Seas"
  - G.O.P. Variete – Németország, Bad Oyenhausen
  - Costa Cruise Line – Luxus utasszállító hajók:
  - "Costa Romantica"
  - "Costa Magica"
- 2005 Costa Cruise Line – Luxus utasszállító hajó:
  - "Costa Magica"
- 2006 Costa Cruise Line – Luxus utasszállító hajó:
  - "Costa Magica"
  - Tigerpalast Variete Theater – Németország, Frankfurt
  - Friedrichsbau Variete Theater – Németország, Stuttgart
- 2007 Friedrichsbau Variete Theater – Németország, Stuttgart
  - Roncalli's Apollo Theater – Németország, Düsseldorf
  - Costa Cruise Line – Luxus utasszállító hajók:
  - "Costa Serena"
  - "Costa Atlantica"
  - "Costa Classica"
  - "Costa Magica"
- 2008 Fővárosi Nagycirkusz – 7. Budapesti Nemzetközi Cirkuszfesztivál
  - Costa Cruise Line – Luxus utasszállító hajók:
  - "Costa Concordia"
  - "Costa Serena"
  - "Costa Magica"
- 2009 Costa Cruise Line – Luxus utasszállító hajók:
  - "Costa Fortuna"
  - "Costa Serena"
- 2010 Costa Cruise Line – Luxus utasszállító hajó:
  - "Costa Serena"
  - Teremkerékpár VB megnyitó gála előadás – Franciaország, Grenoble
  - Hotel de Paris, gálaműsor – Monaco, Monte Carlo
- 2011 Costa Cruise Line – Luxus utasszállító hajó:
  - "Costa Concordia"
  - 2012 "Costa Favolosa"
  - "Costa Fascinosa"
  - Costa Deliziosa"
  - 2013 "Costa Fortuna"
  - "Costa Pacifica"
  - "Costa Atlantica"
  - 2014 "Gála előadássorozat a Hilton és Sheraton Hotellánccal"
  - Hawaii, Fiji, Új-Zéland, Ausztrália, Tonga és az Amerikai Szamoa szigeteken.
  - 2015 "Costa Atlantica"
  - 2016 "Costa Magica"

## Díjak
- 1987 Budapest. Leg... leg... leg... -rekord díj, Rózsa György TV műsorában.
- 1988 Wiesbaden. Németország. Cirkuszfesztivál. Aranyérem.
- 1988 Wiesbaden. Németország. Cirkuszfesztivál. A Németországi tartományi kultúrminiszter különdíja.
- 1989 Párizs. Franciaország. "Festival Mondial du Cirque de Domain", Cirkuszfesztivál. Ezüstérem.
- 1989 Moszkva. Szovjetunió. Cirkuszfesztivál. Fődíj.
- 1996 Párizs. Franciaország. "Festival Mondial du Cirque du Domain". Cirkuszfesztivál. A rendező család fődíja, Bouglione-díj.
- 1998 Budapest. "A Porond Csillaga"-díj.
- 2007 Budapest. Hortobágyi Károly-díj, Állami kitüntetés, Március 15-én, Dr. Hiller István minisztertől.[1]
- 2008 Budapest. 7. Nemzetközi Cirkuszfesztivál. Legjobb Magyar Artista díja.[2]
- 2009 Enschede. Hollandia. Cirkuszfesztivál. Bronzérem.

## Akrobatika oktatás
Érdeklődési körébe tartozik az egészséges életmód és a mozgás művészetének kapcsolata. Tanított a Németországban és az USA-ban. 2017 óta vezető akrobatika tanára a Budapest Táncművészeti Studió Szakgimnáziumnak. 2022-től tanít a Magyar Táncművészeti Egyetemen a moderntánc és a színházi tánc szakirányú osztályokban. 2024-től cirkuszművészeti gazdaságtant tanít a BIAK Artista- és Előadó-művészeti Akadémia végzős osztályainak. Felkészítő edzője több sportolónak, táncművésznek és artistának. Több helyszínen foglalkozik a gyermekek mozgáskoordináció fejlesztésével és a légtorna tanításával. 2020-ban megalapította az Akrobatika.hu mozgásközpontot. Évek óta foglalkozik a Pilátes torna tanulásával, fejlesztésével és tanításával.

## Fotózás
A fotózást a hobbi szintről, a profi szintre fejlesztette. Leginkább szakmai jellegű témák foglalkoztatják, segítve ezzel a művészet bemutatását különböző fórumokon.